# 1690-es évek
Évszázadok: 16. század · 17. század · 18. század
Évtizedek: 1640-es évek · 1650-es évek · 1660-as évek · 1670-es évek · 1680-as évek · 1690-es évek · 1700-as évek · 1710-es évek · 1720-as évek · 1730-as évek · 1740-es évek
Évek: 1690 · 1691 · 1692 · 1693 · 1694 · 1695 · 1696 · 1697 · 1698 · 1699

## Események és irányzatok
- Lengyelország és Magyarország lerázza magáról a török igát